# Erythrotriorchis radiatus
L'astore rosso (Erythrotriorchis radiatus (Latham, 1802)) è un uccello rapace della famiglia degli Accipitridi, endemico dell'Australia.

## Descrizione
È un rapace di taglia medio-grande, lungo 46–61 cm, con un'apertura alare di 111–136 cm.

## Biologia
Le sue prede sono in prevalenza altri uccelli, principalmente pappagalli e columbidi, ma talora anche aironi e anatre.

## Distribuzione e habitat
L'areale di Erythrotriorchis radiatus si estendeva in passato nell'Australia settentrionale e orientale; attualmente la  presenza di questa specie nella parte orientale si è molto rarefatta ed è considerata localmente estinta nel Nuovo Galles del Sud.
Popola le foreste costiere e subcostiere. 

## Conservazione
La IUCN Red List classifica Erythrotriorchis radiatus come specie prossima alla minaccia di estinzione (Near Threatened).